# Prionotus albirostris
Prionotus albirostris är en fiskart som beskrevs av Jordan och Bollman, 1890. Prionotus albirostris ingår i släktet Prionotus och familjen knotfiskar. IUCN kategoriserar arten globalt som livskraftig. Inga underarter finns listade i Catalogue of Life.